# Jean-Claude Trial
Jean-Claude Trial (13. prosince 1732 Avignon – 23. června 1771 Paříž) byl francouzský houslista a hudební skladatel.

## Život
Hudební vzdělání získal v katedrále v Avignonu Ve věku pouhých 12 let se stal maître de musique v Katedrále Panny Marie z Nazareta (Cathédrale Notre-Dame-de-Nazareth) ve Vaison-la-Romaine. Odtud putoval do Montpellieru, kde pokračoval ve studiu hry na housle a skladby u učitele Garniera. V této době zkomponoval četná moteta a skladby pro housle.
V roce 1740 odcestoval do Paříže, kde hodlal pokračovat ve studiu u Jeana-Philippa Rameaua. Stal se prvním houslistou v orchestru Opéra-Comique a druhým houslistou v orchestru Louise François I., prince z Conti.
Od roku 1767 až do své smrti se pak spolu s Pierrem-Montanem Bertonem podílel na řízení pařížské opery.
Jeho mladší bratr, Antoine Trial (1737–1795), byl proslulým zpěvákem v Comédie Italienne. V roce 1789 se však stal revolučním politikem a vypadl z povědomí veřejnosti.

## Dílo

### Kantáty
- Hypolite pro baryton a orchestr
- Les Triomphes de l'amour
- Le Triomphe de Renaud
- Různé drobné árie pro zpěv a orchestr

### Opery
- Le Tonnelier, spolupráce François-Joseph Gossec, Philidor, Johann Schobert (libreto Nicolas-Médard Audinot, 1765, Paříž, Comédie-Italienne)
- Renaud d'Ast (libreto Pierre René Le Monnier, 1765, Fontainebleau)
- Silvie, spolupráce Pierre-Montan Berton (libreto Pierre Laujon, 1765, Fontainebleau)
- Ésope à Cythère, spolupráce Pierre Vachon (libreto Louis-Hurtaut Dancourt, 1766, Paříž, Comédie-Italienne)
- Théonis ou Le Toucher, spolupráce Pierre-Montan Berton a Louis Granier (libreto Antoine-Alexandre-Henri Poinsinet, 1767, Paříž, Académie royale de musique)
- Linus, spolupráce Pierre-Montan Berton (libreto Charles-Antoine Le Clerc de La Bruère, 1769, neprovedeno)
- La Fête de Flore (libreto Jean-Paul André de Razins Saint-Marc, 1770, Fontainebleau)
- La Chercheuse d'esprit (libreto Favart a Marquis de Paulmy d'Argenson (po roce 1756, nejisté autorství)
- Les Femmes et le secret (libreto Quétant), 1767, Paříž, Comédie-Italienne, nejisté autorství)

### Další díla
- Různé skladby pro housle a basso continuo
- Drobnější orchestrální skladby, divertimenta a ouvertury
- Moteta